# Fahrstraße
Als Fahrstraße bezeichnet man im Eisenbahnwesen einen technisch gesicherten Fahrweg für Fahrten von Schienenfahrzeugen über Eisenbahngleise eines Bahnhofs oder der freien Strecke.
Sie wird durch die Verwendung von Schlüssel- oder Stellwerken realisiert. Durch die Signalabhängigkeit wird sichergestellt, dass sich das zur Fahrstraße gehörende Signal am Beginn der Fahrstraße (Startsignal) nur dann auf Fahrt stellen lässt, wenn sich alle in der Fahrstraße und im Durchrutschweg liegenden Fahrwegelemente – z. B. Weichen – in der richtigen Stellung befinden und der Fahrweg (einschließlich Durchrutschweg) frei von Fahrzeugen ist. Sobald ein Gleisabschnitt (auch Zugfolgeabschnitt genannt) von einer Fahrstraße beansprucht worden ist, kann er bis zur Auflösung nicht von einer anderen Fahrstraße beansprucht werden. Dies gilt jedoch nicht für Durchrutschwege, da es als sehr unwahrscheinlich gilt, dass zwei Züge gleichzeitig durchrutschen. Während des Bestehens einer Fahrstraße ist sie festgelegt, das heißt, die beweglichen Fahrwegelemente können nicht mehr umgestellt werden, bis diese nicht mehr für die Zugfahrt benötigt werden. Erst dann kann die Fahrstraße aufgelöst werden. In Mitteleuropa wird darüber hinaus für Zugfahrstraßen der Flankenschutz sichergestellt. Die Haltstellung des Signals und die Fahrstraßenauflösung werden je nach Stellwerkstechnik manuell oder selbsttätig durch Zugeinwirkung herbeigeführt. Kommt es bei elektromechanischen, Relais- oder elektronischen Stellwerken zu einer Störung der Überwachung eines Fahrwegelementes, bei Vorhandensein einer selbsttätigen Gleisfreimeldeanlage zur Belegung eines Teils der Fahrstraße durch ein anderes Fahrzeug oder wird eine Flankenschutzbedingung nachträglich verletzt, fällt das Hauptsignal am Beginn der Fahrstraße auf Halt. Bei rein mechanischen Stellwerken ist das systembedingt nicht möglich.

## Fahrstraßenausschluss
Um feindliche Zugfahrten gegeneinander zu schützen, gibt es Fahrstraßenausschlüsse. Eine feindliche Zugfahrt ist eine Zugfahrt, die eine andere Zugfahrt (die zu schützende Zugfahrt) potenziell gefährden kann. Eine solche Gefährdung kann in einer Folge-, Gegen- oder Flankenfahrt bestehen.
In Mitteleuropa werden üblicherweise zwei Arten von Fahrstraßenausschlüssen unterschieden:
Einfacher Fahrstraßenausschluss
Er kommt selbsttätig dadurch zustande, dass zwei feindliche Fahrstraßen mindestens ein Fahrwegelement – z. B. eine Weiche – in unterschiedlicher Stellung gleichzeitig beanspruchen. Da in diesem Fall nur eine von beiden Fahrstraßen überhaupt gebildet werden kann, muss dieser Fall nicht ausdrücklich projektiert werden, sondern ergibt sich bereits durch die Stellwerkslogik. Durchrutschwege verschiedener Fahrstraßen können sich allerdings überlappen.
Besonderer Fahrstraßenausschluss
Dieser Ausschluss wird immer manuell projektiert und betrifft alle Fälle von Fahrstraßenausschlüssen, bei denen keine Fahrwegelemente in unterschiedlicher Belegung benötigt werden. Typische Fälle sind Fahrten in der Gegenrichtung der jeweiligen Fahrstraße oder Einfahrten aus unterschiedlichen Richtungen in dasselbe Bahnhofsgleis, wenn es nicht durch Zugdeckungssignale unterteilt ist (Gegenfahrschutz). Weitere Fälle können sich bei der Planung des Stellwerkes ergeben und sind von Hand zu planen und in der Stellwerkslogik umzusetzen.

## Signalabhängigkeit
Laut gesetzlichen Bestimmungen wie etwa dem § 14 Absatz 9 der deutschen Eisenbahn-Bau- und Betriebsordnung (EBO) oder dem §11 Absatz 11 der österreichischen Eisenbahnbau- und -betriebsverordnung (EisbBBV) müssen Weichen, die von Zügen gegen die Spitze befahren werden, von den für die Zugfahrt gültigen Signalen derart abhängig sein, dass die Signale nur dann in Fahrtstellung gebracht werden können, wenn alle Weichen für den Fahrweg richtig liegen und verschlossen sind. Dies wird allerdings für einfachere Verhältnisse nicht verlangt, in Deutschland etwa nicht auf Nebenbahnen, wenn die Geschwindigkeit dort 50 km/h nicht übersteigt. Ferngestellte Weichen, die von Reisezügen gegen die Spitze befahren werden, müssen zusätzlich gegen Umstellen unter dem Zug festgelegt oder einzeln gesichert werden. Üblicherweise gehen die Infrastrukturbetreiber über diese Forderung weit hinaus, indem sämtliche im Fahrweg liegenden Weichen sowie die flankenschutzbietenden und jene, die in Durchrutschwegen spitz berutscht werden, einbezogen werden. Diese Aufgabe übernimmt der Fahrstraßenverschluss (Signalabhängigkeit Teil 1). Bei auffahrbaren Weichen im Durchrutschweg, die von einem durchrutschenden Zug stumpf berutscht würden, sogenannte Regelstellungsweichen, wird auf den Verschluss verzichtet. Verschlossene Fahrstraßen können ohne zählpflichtige Hilfshandlung wieder zurückgenommen werden. Eine zusätzliche Voraussetzung für die Signalfreigabe ist die Fahrstraßenfestlegung. Eine festgelegte Fahrstraße ist vom Bediener nur mittels der zähl- und nachweispflichtigen Hilfsauflösung auflösbar. Diese wird zum Beispiel genutzt, wenn die vorgesehene Fahrt nicht stattfinden kann. Die Fahrstraßenfestlegung schaltet außerdem die Betriebsauflösekriterien an. Dadurch werden die Fahrstraßenfestlegung und der Fahrstraßenverschluss, nachdem die Zugfahrt die letzte Weiche verlassen hat, selbständig oder unter Mitwirkung eines Bedieners aufgehoben. Ein auf Fahrt stehendes Hauptsignal hält den Fahrstraßenverschluss auch dann aufrecht, wenn die Fahrstraße zwischenzeitlich aufgelöst wird (Signalabhängigkeit Teil 2). Von Bedeutung ist das allerdings prinzipbedingt wegen der manuell zurückzulegenden Signalhebel nur bei mechanischen Stellwerken.
In elektronischen Stellwerken ist im Gleisband am Startsignal ein Festlegeüberwachungsmelder (FÜM) eingerichtet. Dieser ist quadratisch und kann drei Zustände annehmen: nicht vorhanden, blinkend, Ruhelicht. Sobald eine Fahrstraße eingestellt wurde und auf Rangierfahrstraßenniveau gesichert ist (also noch ohne Flankenschutz), erscheint der FÜM blinkend. Sobald alle Voraussetzungen für die Zugfahrt vorliegen, wechselt der FÜM in Ruhelicht.
In den meisten Gleisbildstellwerken sowie in mechanischen und elektromechanischen Stellwerken wird bei durch den Wärter nicht einsehbaren Weichen durch eine Gleisfreimeldeanlage sichergestellt, dass sie im besetzten Zustand auch ohne eingestellte Fahrstraße nicht umgestellt werden können.
Für Reisezüge fordert die EBO spezielle Flankenschutzvorkehrungen, auf Nebenbahnen jedoch nur, wenn dort schneller als 50 km/h gefahren wird. Auf Schnellfahrstrecken sind für Fahrstraßen in Hauptgleisen, die mit mehr als 160 km/h befahren werden, Flankenschutzweichen als Schutz gegen Flankenfahrten aus den Nachbargleisen vorzusehen.
In vielen Stellwerken, in Gleisbildstellwerken praktisch immer, sind auch Bahnübergangssicherungsanlagen von den sie deckenden Signalen abhängig. Signale, die Fahrten über den Bahnübergang zulassen, können in diesem Fall erst in Fahrtstellung gebracht werden, wenn der Bahnübergang gesichert ist. Zudem lässt sich die Sperrung des Übergangs für den Straßenverkehr nur aufheben, wenn alle deckenden Signale wieder in Haltstellung stehen. In der Regel ist außerdem analog zur Fahrstraßenfestlegung die Durchführung der Zugfahrt oder eine nachweispflichtige Bedienung erforderlich. Diese Abhängigkeiten fallen in Deutschland allerdings nicht unter den Begriff der Signalabhängigkeit. Im Gegensatz zu anderen Fahrwegelementen können Abhängigkeiten Schranke–Signal durch registrierpflichtige Hilfsbedienungen aufgehoben werden, um im Fall einer Störung der Bahnübergangssicherungsanlage Zugfahrten nicht auf Ersatzsignal oder einen anderen besonderen Auftrag durchführen zu müssen, was weitere Abhängigkeiten bis zum Streckenblock unwirksam machen würde.
Gemäß Fahrdienstvorschrift der Deutschen Bahn gilt die Signalabhängigkeit als aufgehoben, wenn ein Hauptsignal auf Fahrt gestellt werden kann,
- obwohl die Zungen- oder Herzstückverschlüsse von Weichen nicht ordnungsgemäß wirken;
- wenn die Zungenüberwachungseinrichtungen wie Zungenprüfer oder Riegel nicht ordnungsgemäß wirken;
- wenn eine Fachkraft Leit- und Sicherungstechnik im Arbeits- und Störungsbuch die Abhängigkeit für aufgehoben erklärt hat;
- oder wenn für eine schlüsselabhängige Einrichtung ein Ersatzschlüssel statt des Betriebsschlüssels benutzt wird.

Die Signalabhängigkeit gilt als aufgehoben, wenn die Brandmeldeanlage in den sicherungstechnischen Betriebsräumen
- Relaisraum
- Vorraum zum Relaisraum
- oder Stromversorgungsraum

einen Brand anzeigt.

## Flankenschutz

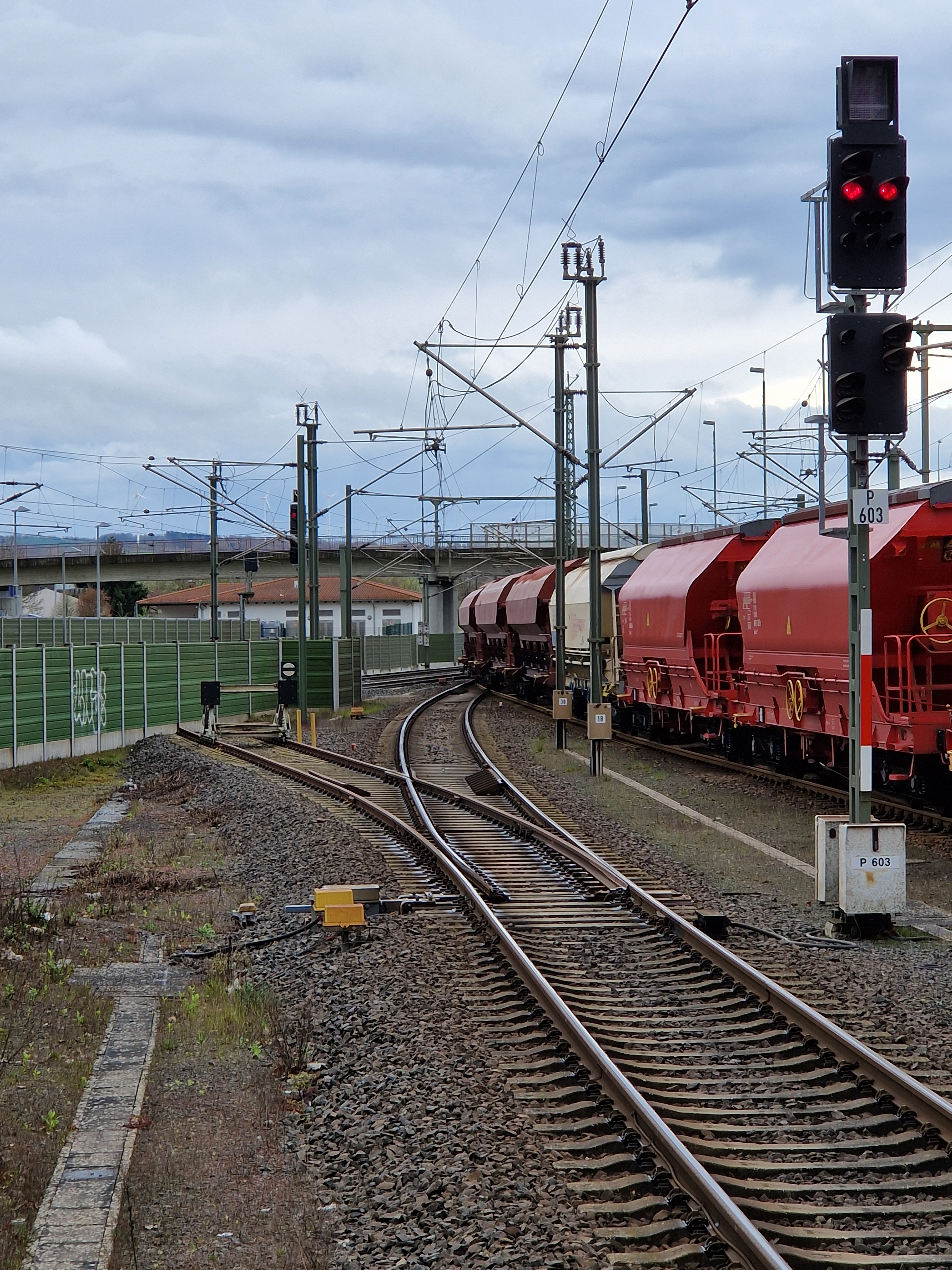
Ausfahrt eines Güterzuges aus Gleis 4 des Bahnhofs Neuhof (Kr Fulda). Die in Gleis 3 gelegene Schutzweiche ist in Richtung Stumpfgleis gestellt und stellt so den Flankenschutz her. (2024)

Der Flankenschutz schützt Zugfahrten vor Flankenfahrten und wird entweder direkt durch in den Nachbargleisen, die direkt oder über eine Weichenverbindung in die Fahrstraße einmünden, liegende Flankenschutzelemente (Weichen, Gleissperren oder Signale) oder indirekt durch betriebliche Vorschriften (Rangierverbot, Abstellverbot) realisiert.
Flankenschutz kommt nur in Bahnhöfen vor, da er nur gegen abgestellte Fahrzeuge und Rangierfahrten schützt. Die Sicherung gegen feindliche Zugfahrten erfolgt bereits über Fahrstraßenausschlüsse und entsprechende Schutzabschnitte hinter Hauptsignalen. Daher gibt es z. B. in Deutschland bei einmündenden Strecken an Abzweigstellen keine Schutzweichen. Eine Ausnahme bilden Anschlussstellen auf der freien Strecke. Innerhalb von mit Schutzweichen gesicherten Anschlussstellen darf rangiert werden, während die Strecke von anderen Zügen genutzt wird.
Zwischen Fahrwegweichen und ihren Flankenschutzelementen liegende Gleisabschnitte bilden den Flankenschutzraum. Dieser muss stets frei bleiben. Weichen werden als flankenschutzrelevant angenommen, wenn ihr Abstand zur zu bildenden Fahrstraße geringer als 150 m ist. Meldet eine Gleisfreimeldeanlage im Flankenschutzraum eine Belegung oder Störung, fallen die Startsignale der Fahrstraßen, deren Flankenschutz dadurch verletzt wird, auf gleiche Weise wie beim fehlerhaften Belegen eines befahrenen Abschnittes in die Haltlage.
Welche Flankenschutzmaßnahmen vorgesehen werden müssen, wird im Rahmen einer standardisierten Gefährdungsanalyse bestimmt. In Deutschland ist auf Gleisen, die mit über 60 km/h befahren werden, direkter Flankenschutz vorzusehen. Bei mehr als 160 km/h ist zwingender Flankenschutz erforderlich. Überholungsgleise an Schnellfahrstrecken sind daher stets mit Schutzweichen ausgerüstet.

### Direkter Flankenschutz

#### Zwingender Flankenschutz
Gleissperren, Entgleisungsweichen und Schutzweichen bieten zwingenden Flankenschutz.
Schutzweichen sind abweisend gestellte Weichen, die gefährdende Fahrten ablenken. Gleissperren und Entgleisungsweichen dienen dem Schutz aus einmündenden Gleisen. Wenn eine Gleissperre auf dem Gleis aufliegt oder eine Entgleisungsweiche nicht ins befahrbare Gleis steht, bringt die jeweilige Einrichtung Fahrzeuge beim Überfahren zur Entgleisung.
In einigen Ländern sind Gleissperren nur in Nebengleisen zugelassen (etwa in Österreich), in anderen sind oder waren sie in Hauptgleisen zulässig (etwa in der Schweiz). Entgleisungsweichen sind bei den Eisenbahnverwaltungen, die sie einsetzen, im Allgemeinen in Hauptgleisen zulässig.

#### Nicht zwingender Flankenschutz
Signale bieten nicht zwingenden Flankenschutz (in Deutschland auch als Lichtschutz bezeichnet), da sie für ihre Schutzwirkung als aktive Handlung eines Menschen das Erkennen eines haltzeigenden Signals und ggf. einen Bremsvorgang voraussetzen. Entlaufende Wagen können daher dadurch nicht aufgehalten werden. 
Nur in Deutschland wird darüber hinaus einfacher und doppelter Lichtschutz unterschieden. Unter einfachem Lichtschutz versteht man ein einzelnes haltzeigendes Signal. Ist einfacher Lichtschutz nicht ausreichend, ist doppelter Lichtschutz vorzusehen. Das bedeutet, dass zwei haltzeigende Signale aufeinander folgen müssen (meist ein Hauptsignal und unmittelbar vor der Weiche ein niedrig stehendes Sperrsignal), um den Flankenschutz zu gewährleisten. Der freizuhaltende Flankenschutzraum beschränkt sich allerdings auf den Bereich bis zum der Fahrwegweiche benachbarten Signal. Das soll gegen unbeabsichtigt an einem Halt zeigenden Signal vorbeifahrende Fahrzeuge schützen. Technisch kann doppelter Lichtschutz in einigen Relaisstellwerken und elektronischen Stellwerken als Rangierzielsperre realisiert werden. Ist eine solche eingerichtet, kann zu dem entsprechenden Signal keine Rangierfahrstraße eingestellt werden, wenn es als Flankenschutz für eine Fahrstraße dient.
Im Betrieb mit ETCS wird ein RBC-unterstützer Flankenschutz, als eine Art „virtueller Lichtschutz“, erwogen.

### Indirekter Flankenschutz
Indirekter Flankenschutz kann durch Rangierverbote gegeben werden. So gelten Rangierfahrten auf Gleisen mit Gefälle von mehr als 4 ‰ und nicht zwingendem Flankenschutz in Deutschland als gefährdende Rangierbewegungen und sind während einer Zugfahrt verboten. Gleiches gilt auch für Rangierfahrten ohne direkten Flankenschutz.
Eine weitere Möglichkeit sind Abstellverbote in bestimmten Gleisen. Diese Maßnahme kann natürlich für Gleise, in denen planmäßig Fahrzeuge abgestellt werden sollen, nicht ergriffen werden.

## Fahrstraßenarten

### Zugfahrstraße

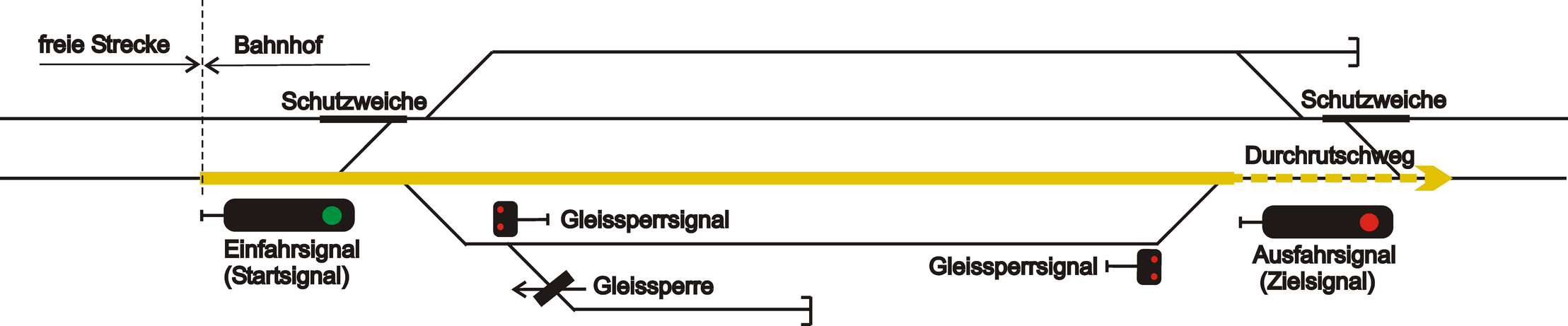
Schematische Darstellung einer Einfahrzugstraße mit Flankenschutz

Eine Zugfahrstraße ist eine für Zugfahrten eingestellte, verschlossene und festgelegte Fahrstraße. Eine Zugfahrstraße für einen in einen Bahnhof einfahrenden Zug wird als Einfahrzugstraße, für einen ausfahrenden Zug als Ausfahrzugstraße bezeichnet. Sie beginnen an dem Hauptsignal, das die Fahrt zulässt, dem sogenannten Startsignal, und enden bei Einfahrten am Ende des Durchrutschweges des Zielsignals, bei Ausfahrten in Höhe des Einfahrsignals der Gegenrichtung (bzw. bei Nebenbahnen mit vereinfachtem Nebenbahndienst in Höhe der Trapeztafel) am Übergang zur freien Strecke. Das Startsignal ist bei Einfahrten das Einfahrsignal bzw. bei Nebenbahnen mit vereinfachtem Nebenbahndienst die Trapeztafel und bei Ausfahrten das Ausfahrsignal. Das Zielsignal ist bei Einfahrt in ein Durchgangsgleis ein Ausfahr- oder Zwischensignal, bei Einfahrt in eine Gleisgruppe auch ein Sperrsignal, bei Einfahrt in ein Stumpfgleis am Prellbock. Das Zielsignal ist in diesem Fall das Signal Sh 2 (Schutzhalt) oder Sh 0. Diese Signale sind am jeweiligen Prellbock feststehend angebracht. Letztere Variante war vor allem in Kopfbahnhöfen im Gebiet der ehemaligen DR anzutreffen.
Einfahrsignale stehen jeweils im definierten Abstand vom ersten Gefahrpunkt. In der Regel ist das die Rangierhalttafel, sonst die erste Weiche. Die Größe des Abstands ist wie beim Durchrutschweg abhängig von der Streckengeschwindigkeit und der Neigung des Streckengleises. Dieser Bereich gehört aber zu keiner Fahrstraße – er wird grundsätzlich freigehalten.
Zur Einfahrstraße gehört der Durchrutschweg. Er ist in die signaltechnische Sicherung der Fahrstraße mit einbezogen und dient als Reserve für den Fall, dass ein Zug ausnahmsweise nicht vor dem Halt zeigenden Zielsignal zum Halten kommen sollte. Die Länge des Durchrutschweges berechnet sich nach der zulässigen Einfahrgeschwindigkeit und der Neigung des Zielgleises. In Deutschland dürfen sich, anders als in manchen anderen Ländern, die Durchrutschwege gleichzeitig gestellter Fahrstraßen überlappen, da das Überfahren haltzeigender Signale systembedingt selten vorkommt und das gleichzeitige Durchrutschen von zwei Zügen als unwahrscheinlich und vernachlässigbar gilt. In Ländern mit anderer Sicherheitsphilosophie können überlappende Durchrutschwege strikt ausgeschlossen sein.
Relaisstellwerke bieten eine Reihe unterschiedlicher Niveaus zum Einstellen und Sichern von Fahrstraßen. Hier unterscheidet man zwischen Zug- und Hilfsfahrstraßen. Zugfahrstraßen, die auf direktem Weg zu ihrem Ziel führen, werden als Regelzugfahrstraßen bezeichnet. Gibt es zwischen Start und Ziel mehrere Fahrwege, lassen sich in modernen Gleisbildstellwerken alternativ auch Fahrstraßen über Umwege bilden, sogenannte Umfahrzugstraßen.
An mehrgleisigen Eisenbahnstrecken lässt sich außerdem gegebenenfalls für die Einfahrt eines Zuges aus Streckengleisen ohne Einfahrsignal, das heißt beim Abweichen vom Rechtsfahrbetrieb, eine Einfahr-Zughilfsfahrstraße, für die Ausfahrt aus dem Bahnhof ins linksseitige Streckengleis eine Ausfahr-Zughilfsfahrstraße einstellen. In mechanischen und elektromechanischen Stellwerken werden dafür die Fahrstraßenhebel der Gegenrichtung verwendet, bis zur Hilfsstellung umgelegt und mit einer Hilfssperre gesichert. Bei Gleisbildstellwerken funktioniert dieses einfache Verfahren nicht, da die Fahrstraße in der falschen Richtung bis zur Festlegung einlaufen und beim Befahren in Gegenrichtung nicht ordnungsgemäß auflösen würde. Deshalb müssen Hilfsfahrstraßen in diesem Fall gesondert projektiert und eingerichtet werden, sofern Fahrstraßen in das und aus dem jeweiligen Gegengleis nicht von vornherein vorgesehen sind. Bei Einstellung einer Hilfsfahrstraße bleibt das am Anfang stehende Hauptsignal jedoch in Haltstellung. In diesem Fall gibt der Fahrdienstleiter seine Zustimmung zur Zugfahrt mit einem Zusatzsignal oder mit schriftlichem Befehl. An mehrgleisigen Eisenbahnstrecken mit Gleiswechselbetrieb bestehen für die Ein- und Ausfahrten aus dem und in das Gegengleises vollwertige Fahrstraßen mit passender Signalisierung.
Eine Ausnahme sind Mittelweichen innerhalb von Bahnhofsgleisen. Sie müssen bei der Fahrstraßenbildung für Fahrten in das und aus dem betroffenen Gleis verschlossen werden.
Als Kurzeinfahrt werden Fahrstraßen bezeichnet, die an einem Einfahrsignal beginnen und an einem haltzeigenden Zwischensignal enden. Demgegenüber bezeichnen Langeinfahrten Fahrstraßen die ebenfalls an einem Einfahrsignal beginnen, aber an einem haltzeigenden Ausfahrsignal enden. Kurzausfahrten beginnen an einem Ausfahrsignal und haben das Streckengleis zum Ziel, Langausfahrten beginnen an einem Zwischensignal und führen auf das Streckengleis.

### Rangierfahrstraße
Während in Stellwerken mit alter Technik in der Regel Fahrstraßen nur für Zugfahrten eingerichtet sind, bieten Relais- und elektronische Stellwerke in der Regel auch gesicherte Fahrwege für Rangierfahrten, sogenannte Rangierfahrstraßen. Während Zugfahrstraßen höheren Sicherheitskriterien genügen müssen, verzichtet man in der Regel in Rangierfahrstraßen auf die Gleisfreimeldung des Zielgleises. Rangierfahrten müssen in besetzte Gleise möglich sein.
Analog zu den Zugfahrstraßen können auch für Rangierfahrstraßen Regel- und Umfahrrangierstraßen gebildet werden.

### Teilfahrstraße
Eine Teilfahrstraße ist eine echte Teilmenge einer Fahrstraße.
Zur Verkürzung der Zugfolgezeiten nutzen einige Stellwerke die sogenannte Teilfahrstraßenauflösung im Bahnhofsbereich, um bei Zugfahrten bereits vollständig geräumte und frei gemeldete Weichen für andere Fahrten zur Verfügung zu stellen. Die einzelnen Teile der Gesamtfahrstraße werden gleichzeitig eingestellt, sie laufen dann selbsttätig bis zur Festlegung ein. Erst wenn alle Teilfahrstraßen festgelegt und überwacht sind, kommt das Startsignal in Fahrtstellung. Jede Teilfahrstraße, die be- und freigefahren wurde, löst auf und der betreffende Bereich steht für eine weitere Fahrt zur Verfügung. Teilfahrstraßen sind bei Fahrstraßenstellwerken möglich, müssen dort besonders projektiert werden und bei geschickter Unterteilung kann der Geräteaufwand im Relaisraum gegenüber Gesamtfahrstraßen auch sinken. In Spurplanstellwerken stellt jeder Gleisfreimeldeabschnitt eine eigene Teilfahrstraße dar. Rangierfahrten sind abhängig von der Philosophie des Bahnbetriebs und der Stellwerkstechnik gesondert zu betrachten.
Eine zusätzliche Teilfahrstraßenbildung zur Minimierung der Zugfolgezeiten wird fallweise auch nur als Teilfahrstraße oder Teilblock bezeichnet (vgl. Bahnhofsblock, Streckenblock); dabei wird mit Hilfe einer besonderen Signalisierung die Fahrerlaubnis für einen entsprechend ausgerüsteten Zug nur für einen Teil der eigentlichen Fahrstraße verlängert. Typische Anwendungsgebiete der Teilfahrstraßen im Sinne eines Teilblocks sind das dichte Nachrücken eines Folgezuges im Stationsbereich von S- und U-Bahnen durch Nachrücksignale und die Steigerung der Leistungsfähigkeit auf Hochleistungsstrecken beispielsweise durch linienförmige Zugbeeinflussung (CIR-ELKE) oder ETCS Level 2. Die Blockabschnittsgrenzen derartiger Zusatzblockabschnitte im Hochleistungsblock dürfen in Deutschland dabei nicht zwischen dem Start und Ziel von Rangierfahrstraßen angeordnet werden.

## Fahrwegprüfung
Unmittelbar bevor ein Hauptsignal für einen Zug auf Fahrt gestellt werden darf, muss das Stellwerkspersonal eine Fahrwegprüfung durchführen. Dazu muss es feststellen, ob der gesamte Fahrweg und der Durchrutschweg frei von Fahrzeugen ist. Bei mechanischen oder elektromechanischen Stellwerken erfolgt dies durch Hinsehen (frühere Formulierung: Augenschein). Bei Relais- und elektronischen Stellwerken übernimmt diese Aufgabe im Regelfall eine Gleisfreimeldeanlage, die entweder mit Achszählern oder Gleisstromkreisen arbeitet und zugbewirkt selbsttätig funktioniert. Im Falle von Störungen muss jedoch das Freisein durch den Bediener geprüft werden. Dies kann er, wenn es ihm möglich ist, selbst durch Hinsehen durchführen oder einen Betriebsangehörigen (Triebfahrzeugführer, örtliche Aufsicht, sonstiges Personal der Eisenbahn) beauftragen. Wenn er das Freisein nicht feststellen kann, muss er die Zugfahrt auf Sicht fahren lassen. Hierzu kann er einen entsprechenden Befehl erteilen oder ein Vorsichtsignal bedienen, falls dieses vorhanden ist.